# Aprikose

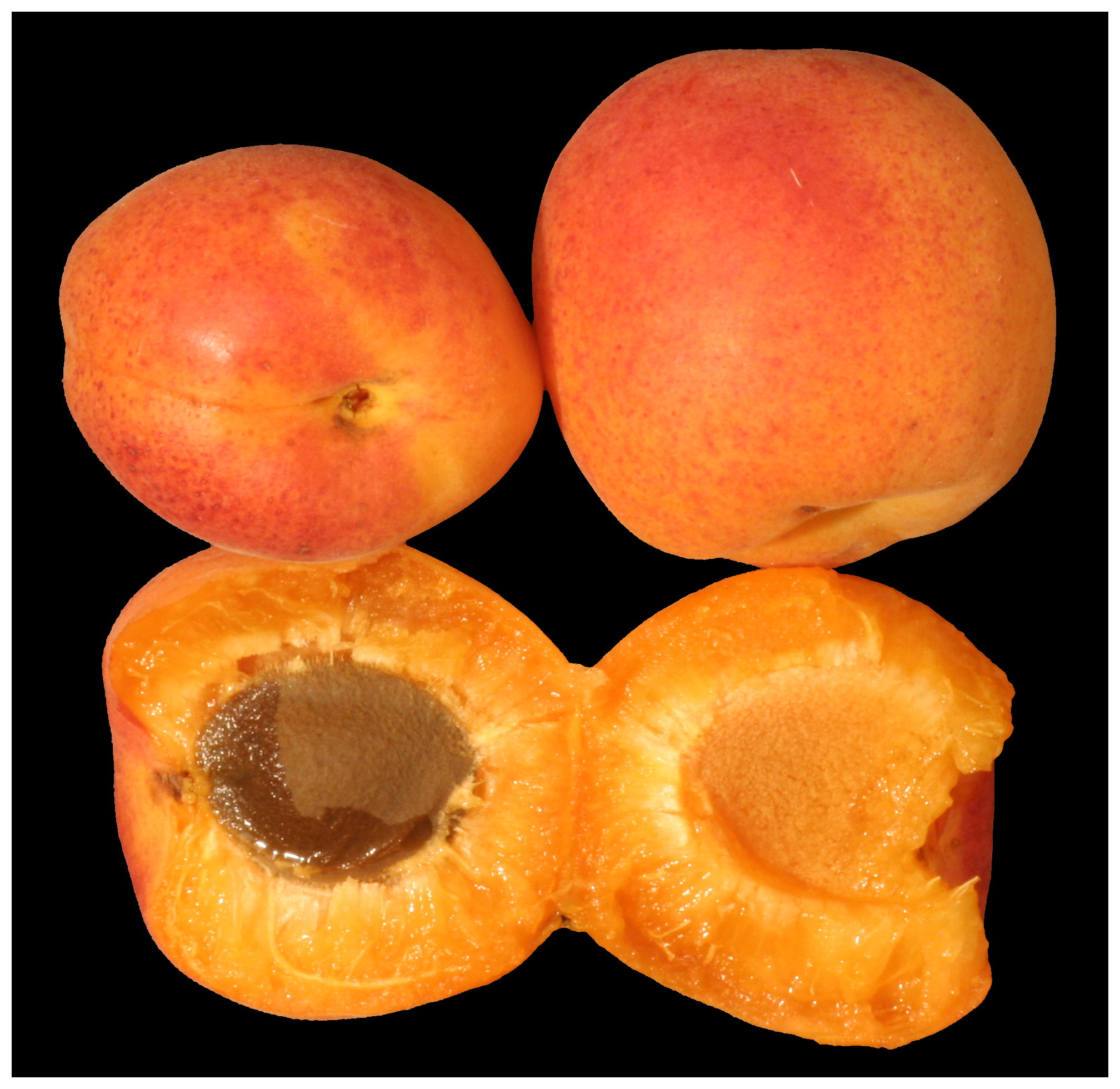
Reife Aprikosen

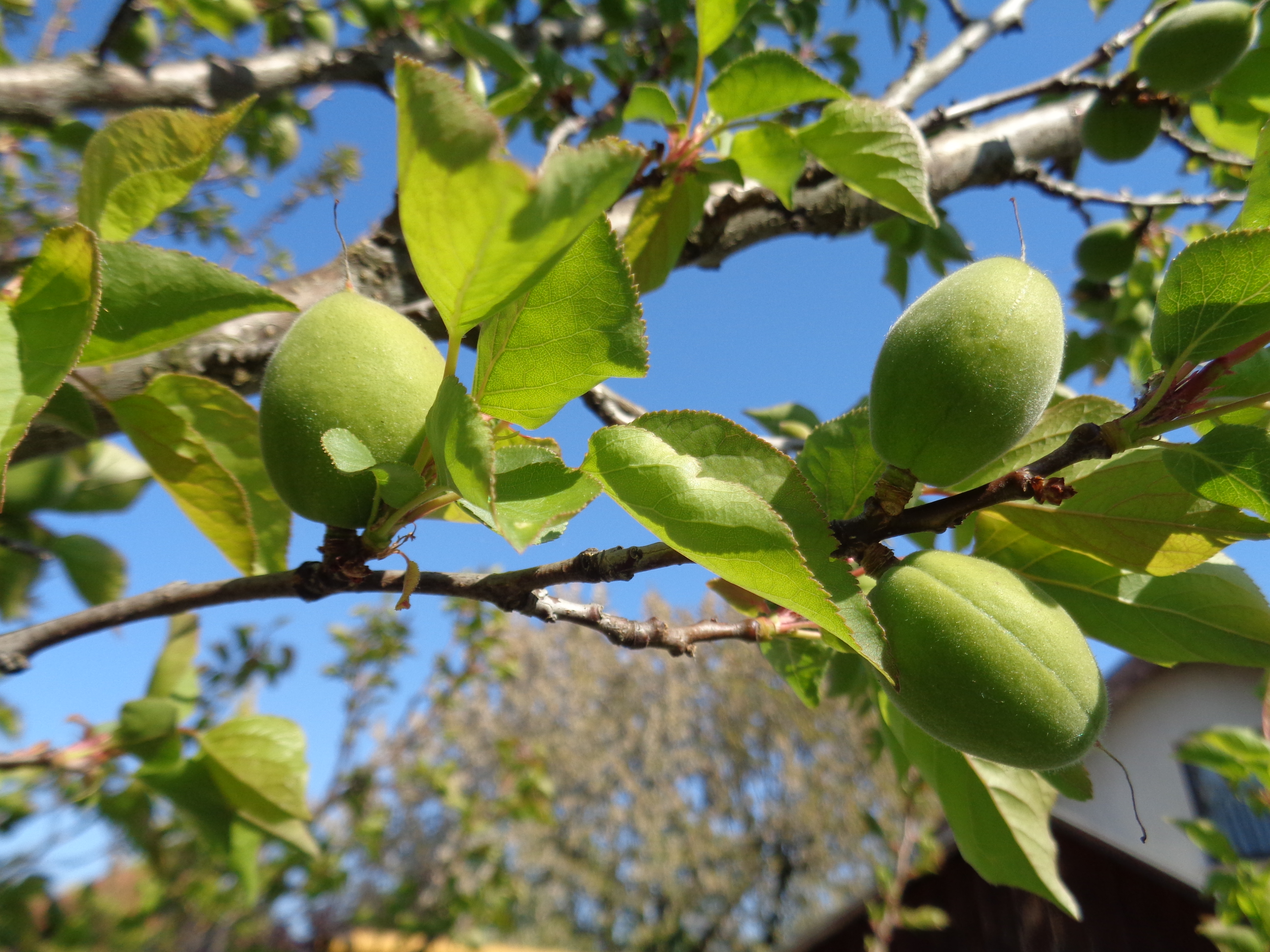
Unreife Früchte am Baum

Die Aprikose (Prunus armeniaca), im bairisch-österreichischen Sprachraum (Ober- und Niederbayern, Oberpfalz, Österreich und Südtirol) Marille, in Rheinhessen auch Malete, gehört wie die Sibirische Aprikose und die Japanische Aprikose zur Sektion Armeniaca in der Untergattung Prunus der Gattung Prunus innerhalb der Familie der Rosengewächse (Rosaceae).

## Beschreibung
Die Aprikose ist ein laubabwerfender Strauch oder kleiner Baum mit runder Krone und erreicht meist Wuchshöhen bis 6 Meter, selten auch bis 10 Meter. Der Stammumfang erreicht 50 bis 100 Zentimeter. Die Borke ist glatt bis schuppig oder furchig und grau-braun bis rötlich. Die Rinde der Zweige ist kahl und in der Jugend rötlich. Die Langtriebe weisen keine echte Endknospe auf.
Die gestielten Laubblätter sind 5 bis 10 cm lang, 3 bis 7 cm breit, grün gefärbt, ei-, bis breiteiförmig bis rundlich oder leicht herzförmig, elliptisch, plötzlich zugespitzt, bespitzt und an der Basis abgerundet bis stumpf. Der Blattrand ist einfach oder öfters doppelt gesägt. Die Blätter sind kahl, lediglich in den Nervenwinkeln der Unterseite ist eine bärtige Behaarung vorhanden. In der Knospenlage sind die Blätter gerollt. Der Blattstiel ist 2 bis 4,5 cm lang. An den meist kahlen, grünlich bis rötlichen Blattstielen befinden sich meist 2 oder mehr Drüsen, diese sind groß und zuweilen verlaubend.
Die vor den Blättern erscheinenden, zwittrigen Blüten mit doppelter Blütenhülle, stehen meist einzeln oder seltener in Paaren angeordnet. Ihre Knospenschuppen fallen beim Blühbeginn ab. Der kurze Blütenstiel ist maximal 5 mm lang, schwach behaart und oft rötlich. Die Blüten weisen einen Durchmesser von ungefähr 2,5 cm auf. Der rötliche Blütenbecher ist schwach behaart, becherförmig und sondert innen Nektar ab. Die fünf verwachsenen Kelchblätter, mit kleineren und zurückgelegten Zipfeln, sind grün bis rot und ebenfalls schwach behaart und ganzrandig. Die fünf, kurz genagelten und ausladenden, leicht bootförmigen Kronblätter sind blassrosa bis weiß, etwa 10 bis 15 mm lang, mit rundlicher bis verkehrt-eiförmiger und ganzrandiger Platte. Es sind ungefähr 20, selten auch bis 30 freie, vorstehende Staubblätter am Kelchschlund vorhanden. Die Staubfäden sind meist weiß und die Staubbeutel gelb. Der mittelständige, einkammerige Fruchtknoten und öfters auch der Griffelgrund weisen eine samtige Behaarung auf. Der lange, konische Griffel trägt eine kopfige Narbe.
Die Steinfrucht besitzt einen Durchmesser von 4 bis 8 cm und ist fast kugelig und selten ellipsoid sowie fein samtig behaart, hellgelb bis orangerot gefärbt und auf der Sonnenseite oft karminrot gefleckt oder punktiert. Sie weist eine Längsfurche auf und ist am Grund genabelt. Das Fruchtfleisch löst sich gut vom Steinkern. Der relativ glatte, abgeflachte, rundliche bis elliptische und hellbräunliche, harte Steinkern ist bis zu 3 cm lang, leicht rau und schwach strukturiert, mit einzelnen Rippen und Furchen an einem Rand. Die Samen schmecken bitter oder süßlich.
Die Blütezeit reicht von März bis April. Die Chromosomenzahl beträgt 2n = 16.

## Herkunft und Anbaugebiete
Die Aprikose war in Armenien schon in der Antike bekannt und wird dort schon so lange angebaut, dass häufig angenommen wird, dass dies ihre ursprüngliche Heimat sei. Der botanische Name leitet sich aus dieser Annahme ab. Beispielsweise schrieb De Poederlé im 18. Jahrhundert: « Cet arbre tire son nom de l’Arménie, province d’Asie, d’où il est originaire et d’où il fut porté en Europe … » (deutsch: „Dieser Baum hat seinen Namen von Armenien, einer asiatischen Provinz, aus der er stammt und von der aus er nach Europa gelangte …“). Eine archäologische Ausgrabung in Armenien fand Aprikosenkerne in einer Fundstätte der Kupfersteinzeit. Andere Quellen wie der Genetiker Nikolai Iwanowitsch Wawilow lokalisieren den genetischen Ursprung in China, und wiederum andere Quellen besagen, dass die Aprikose um 3000 vor Christus zuerst in Indien kultiviert worden sei.

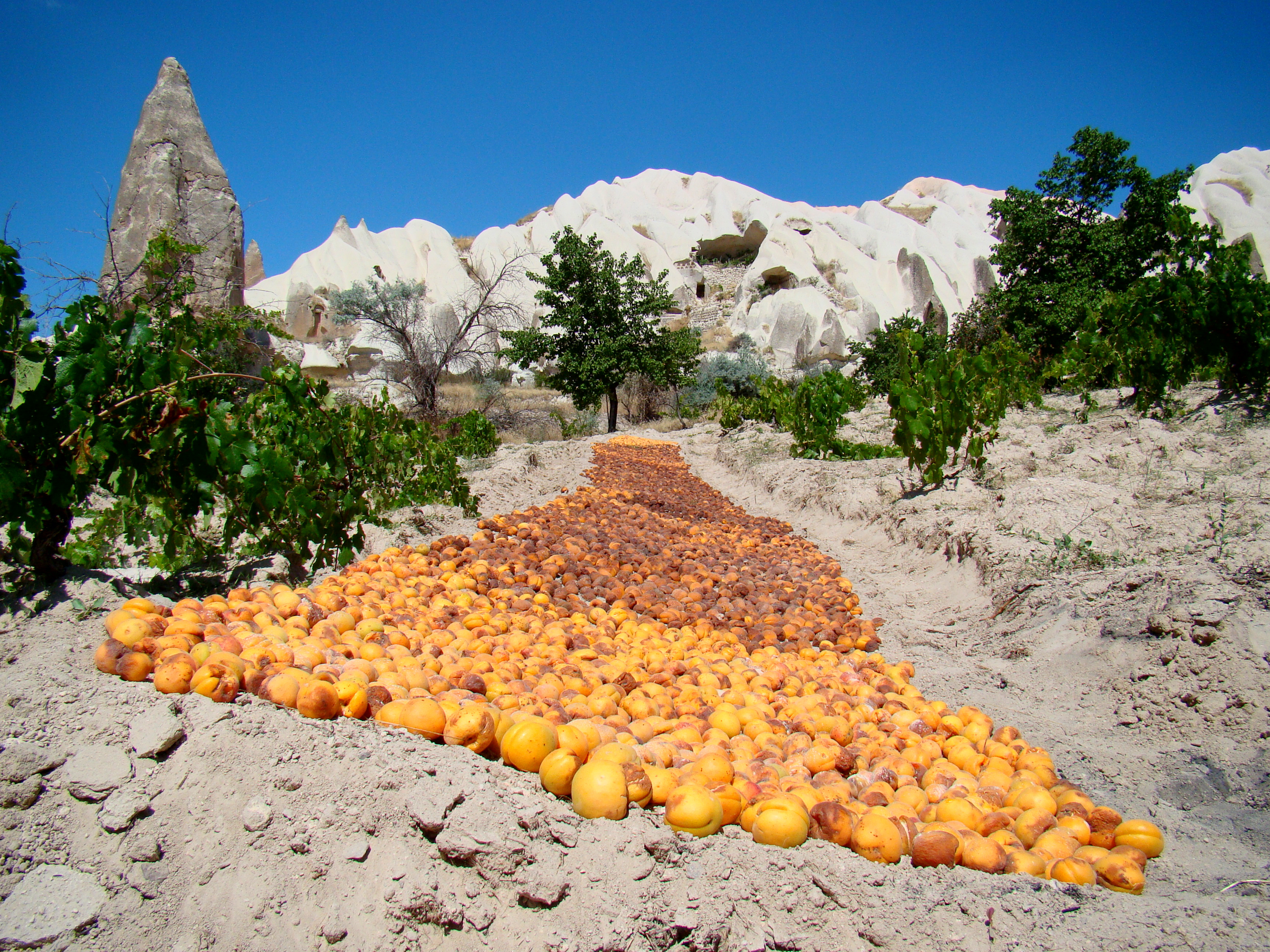
Sonnentrocknung von Aprikosen zu Dörrobst in Zentralanatolien

Traditionelles Anbaugebiet für Aprikosen ist unter anderem die ungarische Tiefebene. Die Türken besaßen zur Zeit ihrer Herrschaft über diese Ebene riesige Aprikosenplantagen, jedoch verödeten diese Gärten nach dem Abzug der Türken. Mit dem Obstanbau begann man in der Tiefebene erst wieder zu Beginn des 19. Jahrhunderts, als sich diese Ebene aufgrund heftiger Sandstürme in eine einzige Sandwüste zu verwandeln drohte. Zum Binden des Flugsands erwiesen sich Aprikosenbäume als besonders geeignet, da sie nicht nur sandigen Boden, sondern auch Hitze und Trockenheit vertragen. Heutzutage werden Aprikosen insbesondere in den Mittelmeerstaaten wie Italien und Spanien angebaut. Es gibt jedoch auch in nördlicher gelegenen Gebieten größeren Anbau dieser Früchte, unter anderem in der niederösterreichischen Wachau, im burgenländischen Kittsee, im Südtiroler Vinschgau und im schweizerischen Kanton Wallis. Das einzige geschlossene Anbaugebiet Deutschlands in Höhnstedt bei Halle (Saale) in Sachsen-Anhalt ist gleichzeitig möglicherweise das nördlichste.
Das weltweit größte Anbaugebiet für Aprikosen liegt in der osttürkischen Provinz Malatya am Oberlauf des Euphrat. Dort werden die süßen Aprikosen entsteint und als ganze Frucht getrocknet. Mittlerweile stammen ca. 95 % der in Europa gehandelten getrockneten Aprikosen aus Malatya. Seit einigen Jahren werden auch frische Früchte nach Europa exportiert.
Die Vermehrung geschieht vorwiegend durch die Okulation.

In Tibet, Ladakh und Nordpakistan wird traditionell eine kleine Aprikosensorte („Hunza-Aprikose“) angebaut, die dort selbst in sehr großen Höhen bis um die 4000 m gedeiht. 
Die Aprikosen stellen dort eine wichtige Quelle für Vitamine und Öl und neben Sanddorn die einzige Frucht dar. Der Anbau ist möglich, da der Aprikosenbaum im Winter auch sehr tiefe Fröste überleben kann. Die Aprikosen werden mit oder ohne Stein getrocknet und die Aprikosenkerne gegessen.

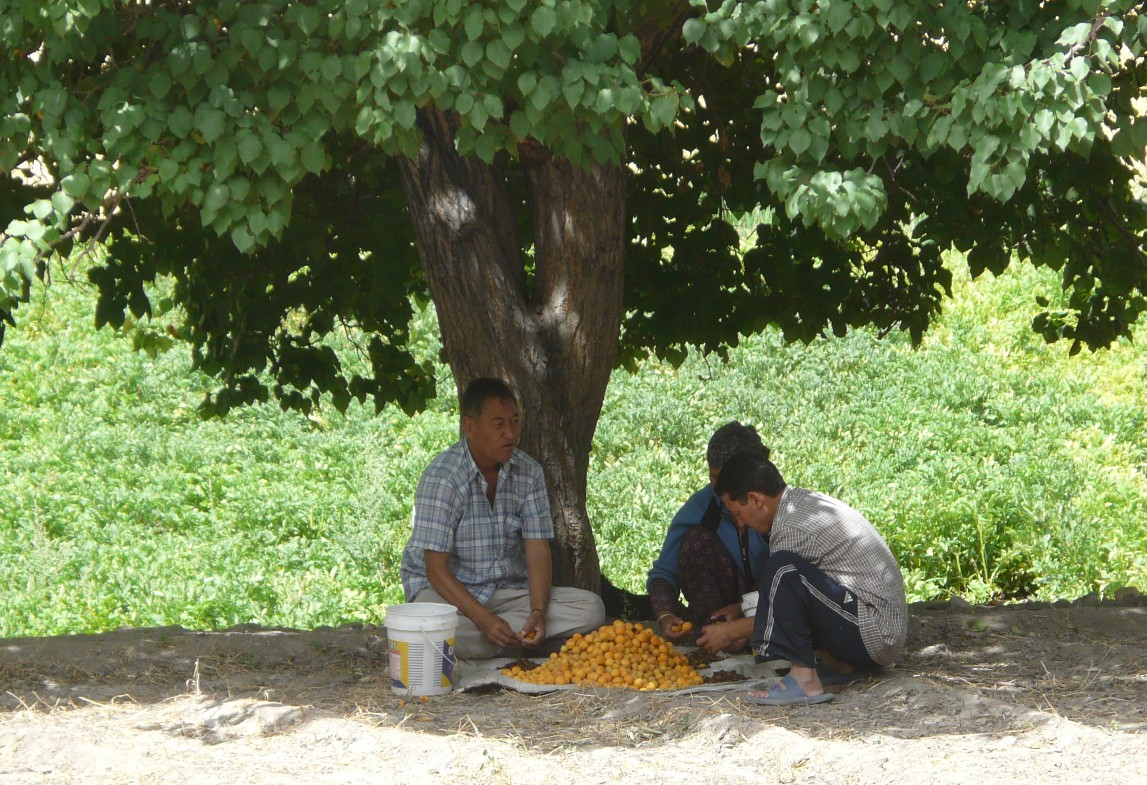
Ladakhi bei der Aprikoseernte

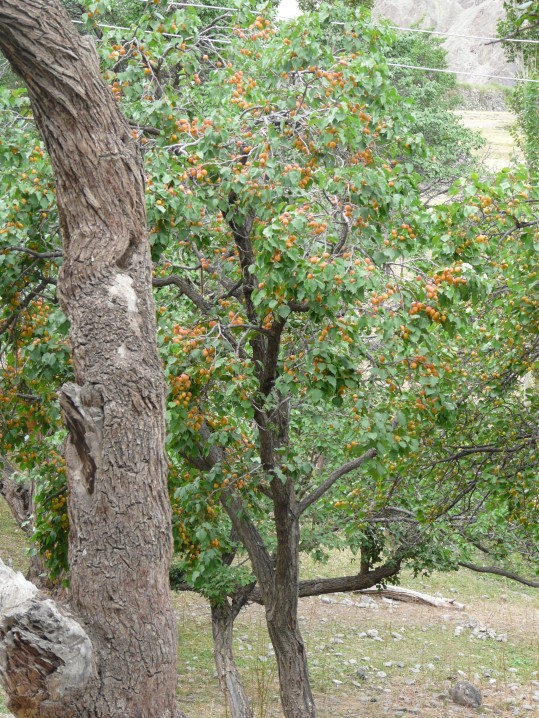
Aprikosenbaum mit vollreifen Früchten auf 3200 m Meereshöhe im August

## Wirtschaftliche Bedeutung
2022 wurden laut der Ernährungs- und Landwirtschaftsorganisation FAO weltweit 3.863.180 t Aprikosen geerntet.
Folgende Tabelle gibt eine Übersicht über die zehn größten Produzenten von Aprikosen weltweit, die insgesamt 69,7 % der Erntemenge produzierten.
| Rang | Land             | Menge (in t) |
| ---- | ---------------- | ------------ |
| 1    | Türkei           | 803.000      |
| 2    | Usbekistan       | 451.263      |
| 3    | Iran             | 305.932      |
| 4    | Italien          | 230.080      |
| 5    | Algerien         | 203.916      |
| 6    | Pakistan         | 174.546      |
| 7    | Afghanistan      | 170.508      |
| 8    | Frankreich       | 128.080      |
| 9    | Armenien         | 113.572      |
| 10   | Griechenland     | 112.230      |
|      | Summe Top Ten    | 2.693.128    |
|      | restliche Länder | 1.170.052    |

Im Jahr 2022 betrug die Aprikosenernte in Europa 851.570 t. Die größten europäischen Produzenten waren Italien, Frankreich und Griechenland.

## Erntesaison
Die Erntezeit beginnt relativ früh. Aprikosen aus Mitteleuropa gibt es meist von Mitte Juli bis Ende August, einzelne Sorten reifen allerdings schon Ende Juni, andere dehnen das Erntefenster bis September aus. In der südlichen Mittelmeerregion werden die ersten Früchte bereits ab Ende April geerntet, wobei das Erntefenster erst in neuerer Zeit durch Neuzüchtungen so weit ausgedehnt werden konnte. Zwischen Dezember und März kommen dann vorwiegend eingeflogene Aprikosen aus Übersee, beispielsweise aus Südafrika, in den Handel.

## Kulturelle Aspekte
In Europa wurden Aprikosen lange Zeit für Aphrodisiaka gehalten. In diesem Zusammenhang tauchen sie auch in William Shakespeares Ein Sommernachtstraum und John Websters Die Herzogin von Malfi auf.

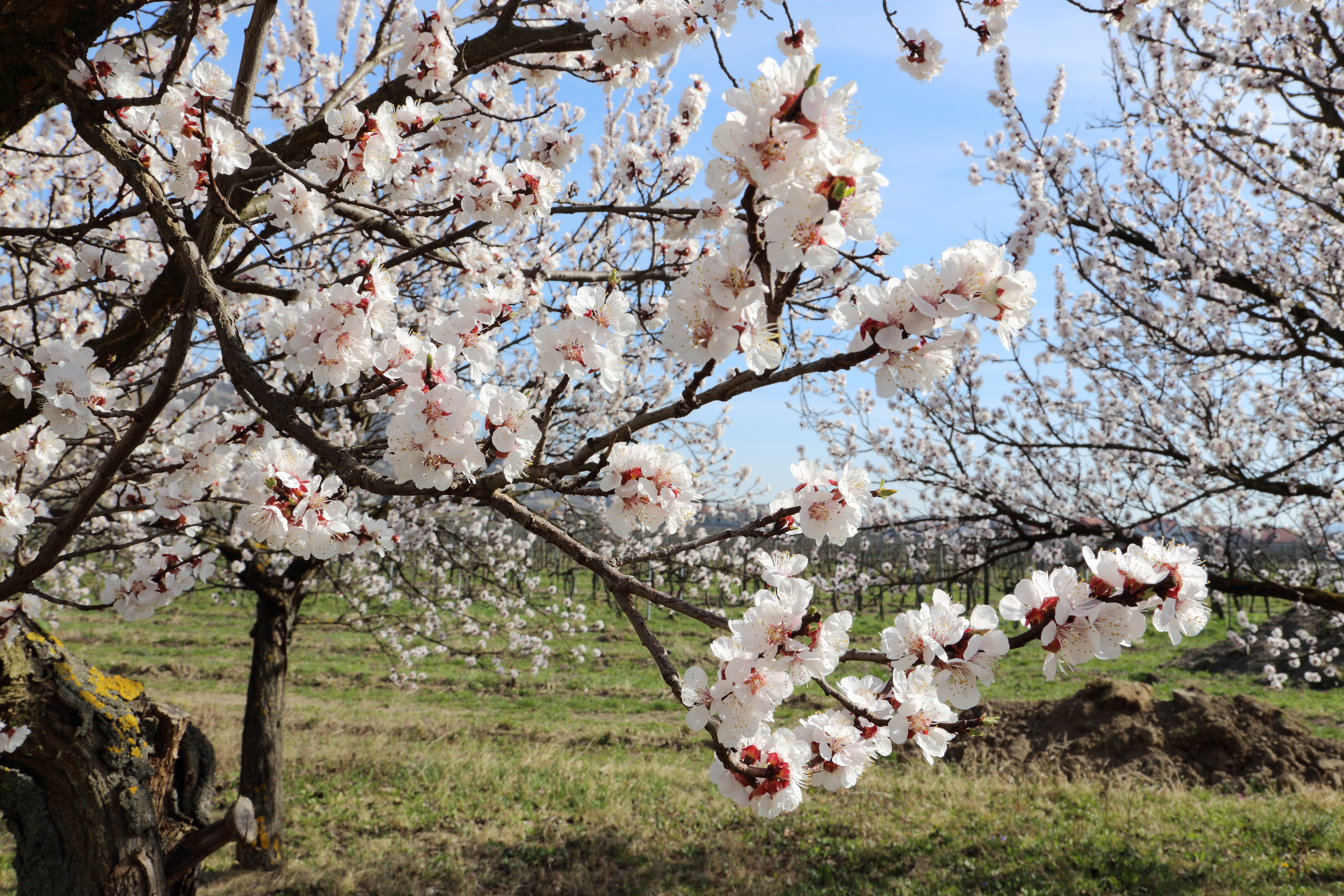
Aprikosenblüten

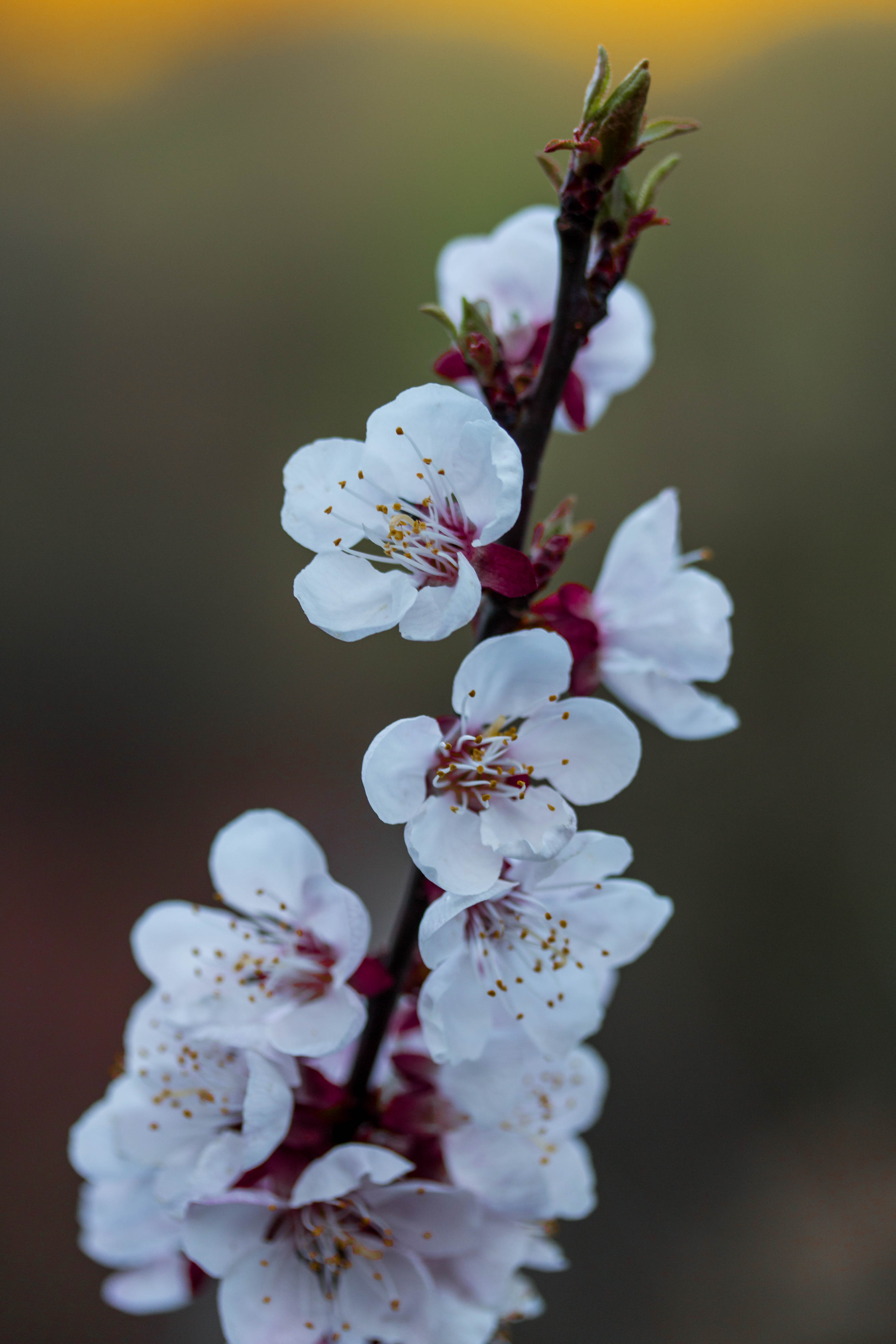
Aprikosenblüten im Detail

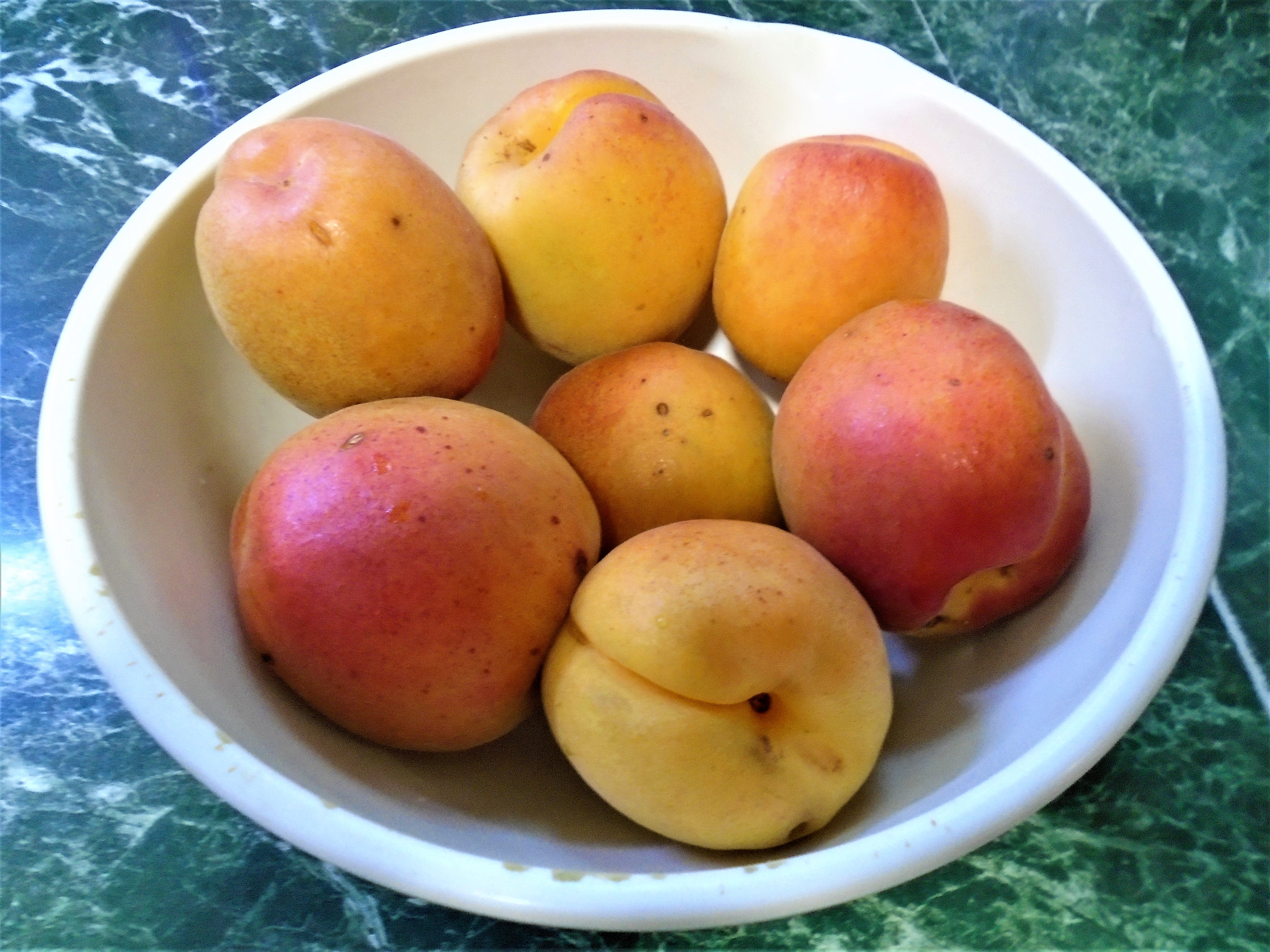
Große Aprikosen der Sorte New Jersey

In China steht die Aprikose als Symbol sowohl für die weibliche Schönheit als auch für den Wunsch nach Kindern. Alljährlich wird in Krems an der Donau das Marillenfest gefeiert, wo es die verschiedensten Spezialitäten mit der Marille als wesentlichstem Bestandteil gibt. Jedes Jahr findet in Spitz an der Donau der Marillenkirtag statt. Im Buch Die rote Zora und ihre Bande von Kurt Held wird mehrfach davon erzählt, dass sich die armen Kinder der Bande stets Aprikosen stehlen. Laut Geschichte wachsen diese in großen Plantagen über der kroatischen Stadt Senj.

## Sorten
- Alexandrinische schwarze Marille
- Ananas-Marille
- Aprikose von Nancy
- Bergeron
- Frühe Rosenmarille
- Große Frühaprikose
- Hargrand
- Heidesheimer Frühe
- Klosterneuburger Marille[14]
- Königsaprikose
- Kuresia
- Luizet
- Marena
- Mombacher Frühe
- New Jersey[15]
- Niedersulzer Pfirsichmarille
- Orangered
- Schmelzende von Gaweinstal
- Temperao de Vila Franca
- Ungarische Beste
- Vinschger Marille

Die Wachauer Marille ist keine Sorte, sondern eine geschützte Ursprungsbezeichnung.

## Etymologie und andere Bezeichnungen
Das Wort Aprikose geht auf das lateinische praecox („frühreif“) und dessen Variante praecoquium zurück. Über das byzantinisch-griechische πρεκόκκια prekókkia gelangte das Wort ins Arabische als البرقوق al-barqūq (heute auch مشمش mišmiš), aus dem es wiederum mit dem vorangestellten Artikel al- in mehrere romanische Sprachen entlehnt wurde (portugiesisch albricoque, spanisch albaricoque, daraus französisch abricot), und gelangte schließlich über die romanischen Sprachen in die meisten weiteren europäischen Sprachen, über niederländisch abrikoos schließlich auch ins Deutsche. Der Wandel von Abri- zu Apri-, der sich im Deutschen, Englischen und Schwedischen vollzogen hat, mag teils lautliche Gründe haben, ist aber vermutlich auf eine Fehletymologie zurückzuführen, die das Wort mit lateinisch apricus „sonnig“ in Verbindung brachte. So findet sich beim englischen Lexikografen John Minsheu (1560–1627) die Herleitung in aprico coctus „sonnengereift“.
Der klassisch-lateinische Name der Frucht, prunum Armeniacum „armenische Pflaume“ oder auch malum Armeniacum „armenischer Apfel“, hat sich in der botanischen Bezeichnung erhalten. Auch die Bezeichnung Marille, die in Österreich und Südtirol vorherrscht und auch in Bayern bekannt ist sowie in Schweizerdeutsch (veraltet) Barille, Baringel vorliegt, geht über italienisch armellino auf diesen lateinischen Namen der Frucht zurück.

## Nutzung

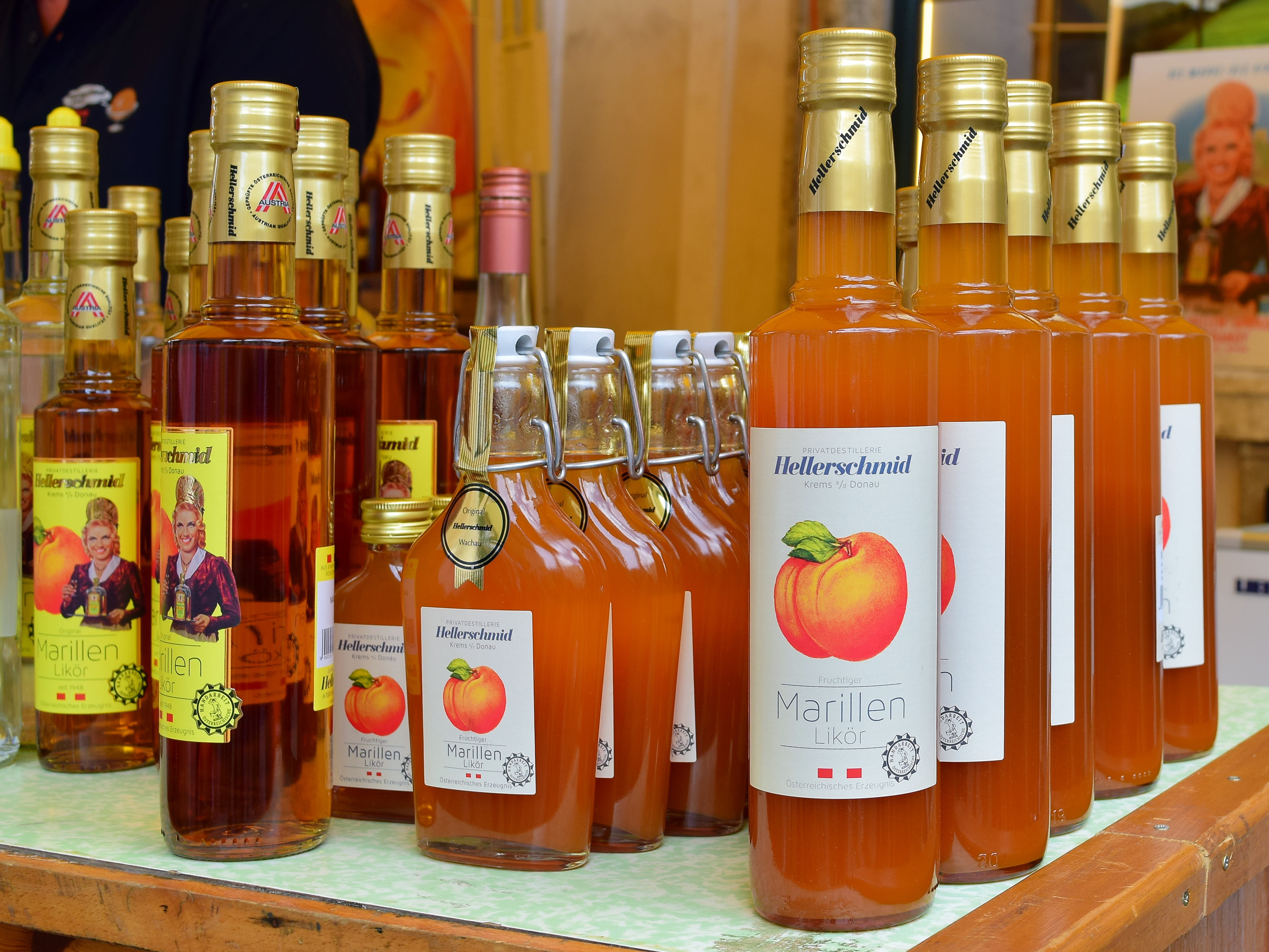
Marillenlikör

Aprikosenkonfitüre gibt der Aprikotur ihren Namen. Wird ein Gebäck mit kochender Aprikotur bestrichen oder besprüht, spricht man von Aprikotieren. Dies verbessert den Geschmack und verhindert ein Austrocknen des Gebäcks und eventuell aufgetragener Fondants. Das Fruchtfleisch ist Zutat vielfältiger Speisen, insbesondere der österreichischen Küche. Marillenmarmelade ist sowohl unverzichtbarer Bestandteil der Sachertorte als auch Füllung unter anderem von Faschingskrapfen. Marillen sind Hauptzutat u. a. von Marillenknödeln und Wiener Wäschermädeln. Ein großer Teil der Ernte wird auch zu Marillenschnaps gebrannt. Sehr beliebt (und teuer) ist ebenfalls Marillenessig.

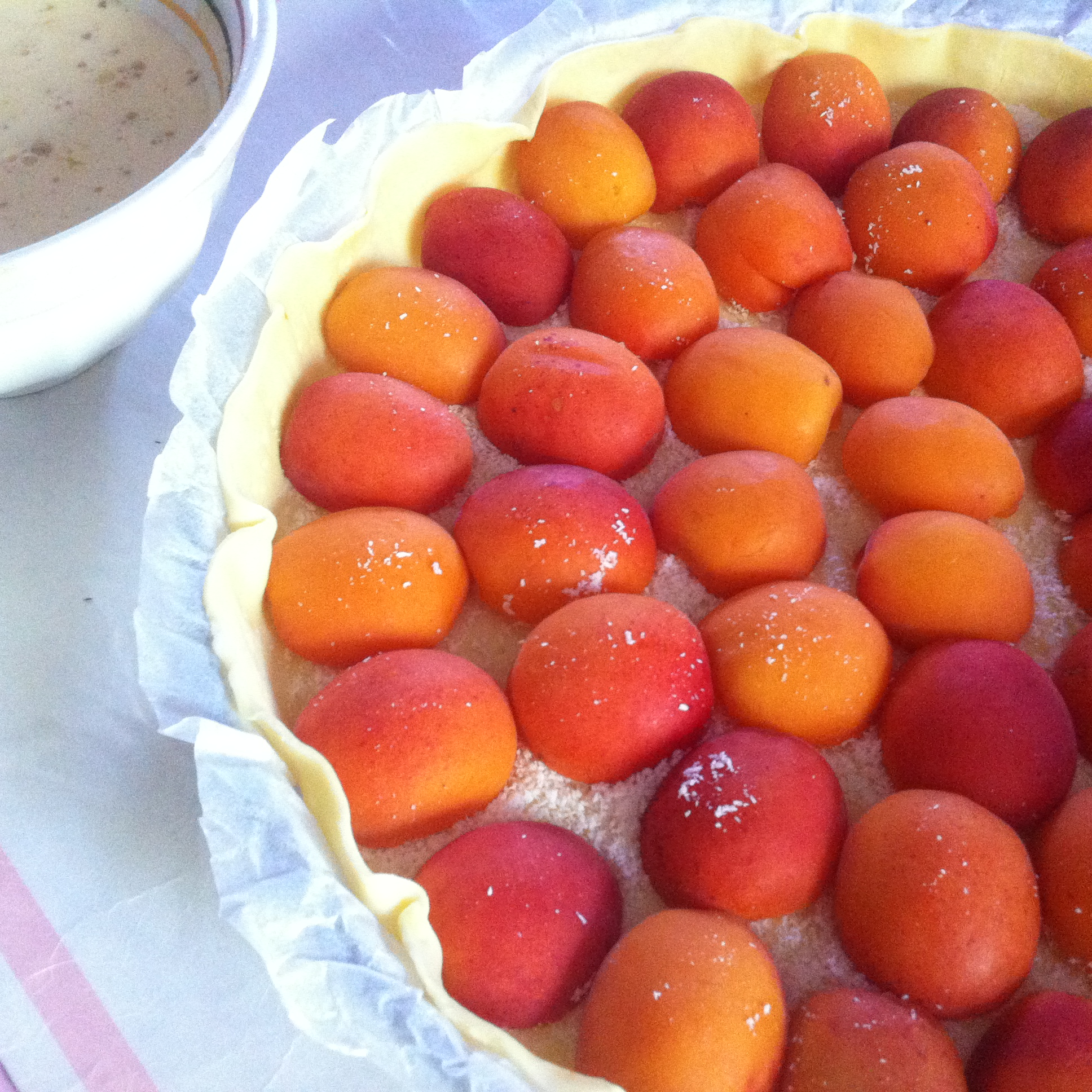
Aprikosentorte vor dem Backprozess

Der Samen liegt in dem Aprikosenstein und sieht aus wie eine kleine Mandel. Er schmeckt bitter und hat ein starkes Bittermandel-Aroma. Deshalb kommt er bei der Herstellung von Persipan und Amaretto zum Einsatz. Zerstoßen kann er zum Würzen süßer Speisen verwendet werden. Es gibt auch Sorten, deren Kerne süß wie Mandeln schmecken, zum Beispiel die einiger türkischer Aprikosensorten. Deren Form sieht eher wie ein Säckchen aus, nicht gleichmäßig und flach. Aprikosensamen sind giftig, da sie ca. 8 % blausäureabspaltendes Amygdalin enthalten. Das Bundesinstitut für Risikobewertung (BfR) rät Verbrauchern deshalb, „nicht mehr als ein bis zwei bittere Aprikosenkerne pro Tag zu verzehren oder völlig auf den Verzehr zu verzichten“. Andere Quellen nennen 40 Kerne pro Tag als Grenzwert für Erwachsene.
Aus den Kernen kann Aprikosenkernöl gewonnen werden. Es kann in der Kosmetik, der Konditorei oder als Speiseöl genutzt werden.
Die Marillenfrucht (ohne Kern/Stein) weist laut dem Verein Wachauermarille einen Gesamtfruchtzuckergehalt von 3 bis 16 % auf und hat mit 200 μg/100 g den höchsten Anteil aller Obstarten an Provitamin A.
Als Obstgehölz ist die Aprikose eine Bienentrachtpflanze. Ihr Blüten-Nektar weist einen Zuckergehalt von 5 bis 22 % auf; in jeder Blüte entstehen in 24 Stunden 0,31–0,84 mg Zucker.
Das Holz ist recht beständig und mittelhart, -schwer. Es sind aber nur geringe Mengen verfügbar.

## Sonstiges
Eine Kreuzung aus

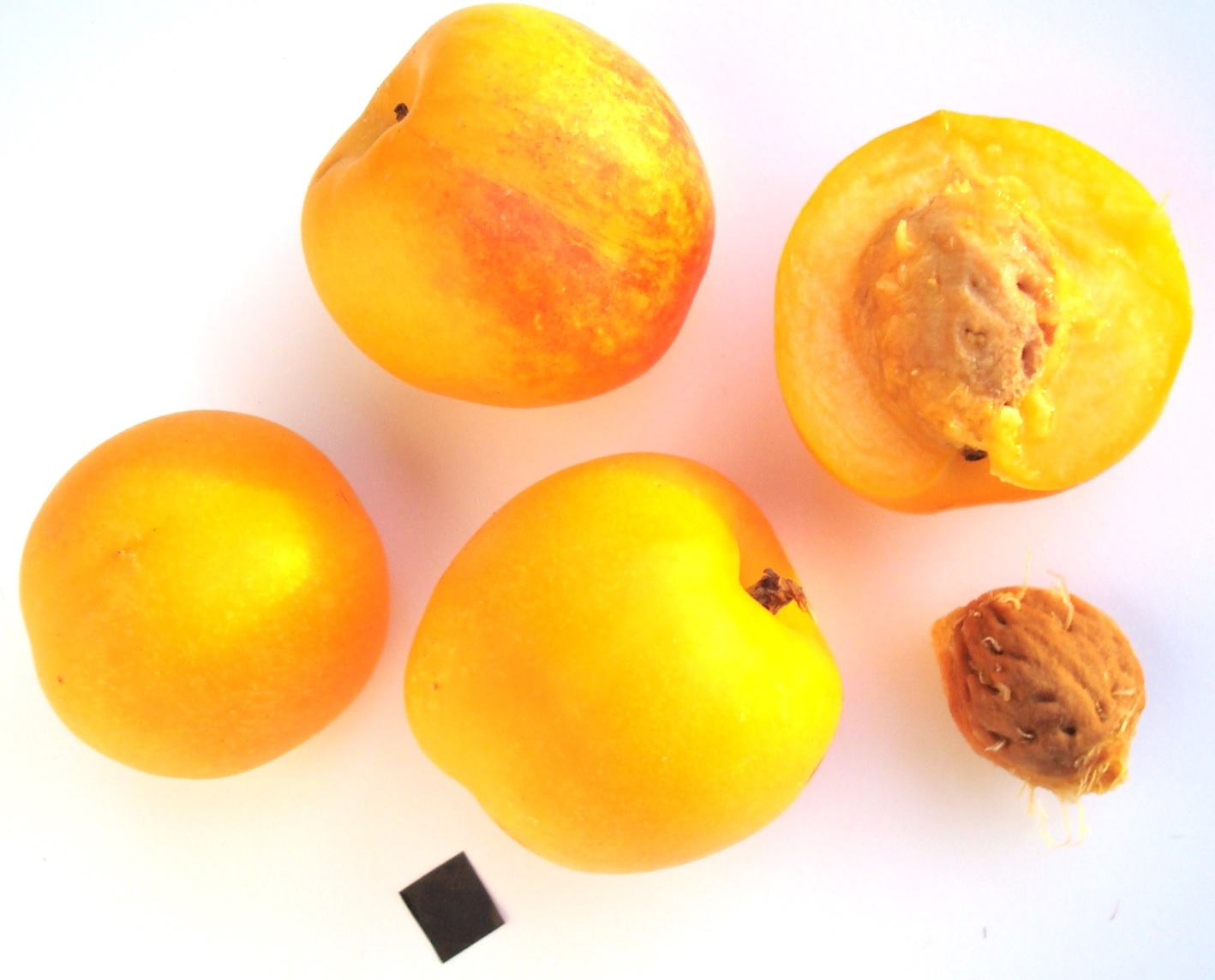
Nectacot-Früchte

- Nektarine und Aprikose wird als Nectacot
- ((Pflaume x Aprikose) x Pflaume) wird als Pluot
- Pflaume x Aprikose (die natürlich entstanden ist) wird als Plumcot
- Nektarine und Aprikose und Pflaume wird als Nectacotum
- ((Pflaumen x Aprikose) x Aprikose) wird als Aprium
- ((Pfirsich x Aprikose) x Pflaume) wird als Peacotum

bezeichnet.